# Leslie Bibb
Leslie Louise Bibb (sinh ngày 17 tháng 11 năm 1974) là nữ diễn viên và người mẫu Mỹ. Bibb bắt đầu hoạt động trong ngành phim ảnh từ cuối những năm 1990. Năm 1997, cô tham gia phim điện ảnh Private Parts với một vai diễn nhỏ. Bibb sau đó nhận được giải Teen Choice Award ở hạng mục Nữ diễn viên truyền hình tuyển chọn (Television Choice Actress) cho vai Brooke McQueen trong sê-ri truyền hình Popular (1999–2001).
Cô từng xuất hiện trong Vũ trụ Điện ảnh Marvel với vai Christine Everhart trong Iron Man (2008), Iron Man 2 (2010), What If...? (2021) và một số chiến dịch tiếp thị lan truyền. Cô thủ vai Grace Sampson / Lady Liberty trong loạt phim truyền hình Jupiter's Legacy (2021) của Netflix.

## Thời thơ ấu
Bibb sinh ra ở Bismarck, North Dakota, và lớn lên ở Lovingston thuộc Quận Nelson, Virginia. Cha cô mất ba năm sau khi cô sinh ra. Bibb sau đó chuyển đến Richmond, Virginia cùng mẹ và ba chị gái, và theo học trường tư thục Công giáo nữ Saint Gertrude High School.

## Sự nghiệp

### Người mẫu
Năm 1990, khi Bibb được 16 tuổi, The Oprah Winfrey Show và Elite Agency tổ chức một cuộc tìm kiếm người mẫu trên toàn quốc. Các giám khảo - John Casablancas, Naomi Campbell, Linda Evangelista, và Iman - đã chọn Bibb là người chiến thắng.
Sau khi kết thúc năm học cuối cấp, Bibb bay đến Thành phố New York để ký hợp đồng với Elite Agency, làm người mẫu vào mùa hè năm đó và đi du lịch đến Nhật Bản. Bibb trở lại Hoa Kỳ học năm cuối và tốt nghiệp năm 1991.
Trong suốt sự nghiệp người mẫu của mình, Bibb đã xuất hiện trên trang bìa của một số tạp chí, bao gồm CosmoGirl, 944, Seventeen, Gear, Paper, L'Officiel, Teen, FHM, Stuff, YM và Fit. Cô đã được giới thiệu trên lịch FHM năm 2001 và trên lịch 15 tháng Maxim Uncut 2001. Năm 2008, Bibb xuất hiện trong một quảng cáo truyền hình của Almay Pure Blends.

### Diễn xuất

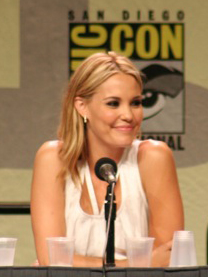
Bibb tại Comic-Con International quảng cáo cho The Midnight Meat Train vào tháng 7 năm 2007

Bibb lần đầu tiên xuất hiện trên truyền hình vào năm 1996, đóng trong các tập phim của Pacific Blue và Home Improvement. Vai diễn điện ảnh đầu tiên của cô là trong bộ phim hài Private Parts. Tiếp theo là bộ phim truyền hình đầu tiên của cô, trong đó cô thay thế Susan Walters đã ra đi với vai nữ chính trong mùa thứ hai của The Big Easy. Chương trình bị phần lớn nhà phê bình chỉ trích và đã bị hủy bỏ vài tháng sau đó vì xếp hạng thấp. Cô xuất hiện trong bộ phim lãng mạn Touch Me (1997) và thủ một vai phụ trong bộ phim This Space Between Us (1999). Năm 1999, Bibb trải qua một bước đột phá lớn khi xuất hiện với vai nhân vật chính trong loạt phim truyền hình Popular của WB Network. Vai diễn của cô là Brooke McQueen, cô gái nổi tiếng nhất tại trường trung học Kennedy, xinh đẹp, học sinh loại A và là một cổ động viên. Chương trình là một thành công lớn đối với thanh thiếu niên, đưa Bibb đến những vai diễn điện ảnh nổi tiếng hơn. Chương trình đã mang về cho cô giải thưởng Teen Choice Award cho Nữ diễn viên được yêu thích trên truyền hình và một đề cử giải Young Hollywood cho Gương mặt mới thú vị (Nữ). Trong series, cô đã quay bộ phim kinh dị tâm lý The Skulls (1999), với tư cách là bạn cùng lớp, người bạn và tình yêu của một trong những nhân vật chính. The Skulls nhận được sự đón nhận tiêu cực từ các nhà phê bình - nhưng lại là một thành công phòng vé. Cô nhận được một vai trong bộ phim hài See Spot Run năm 2001, đóng vai một bà mẹ đơn thân dành phần lớn thời gian bộ phim cho cuộc phiêu lưu theo phong cách Máy bay, Xe lửa và Xe ô tô của riêng mình.
Bibb đã được chọn vào một vai định kỳ trong loạt phim ER và đóng vai chính trong loạt phim truyền hình Line of Fire. Bibb tham gia dàn diễn viên của Crossing Jordan với vai Thám tử Lu Simmons cho đến Phần 6. Cô xuất hiện với vai Desiree trong bộ phim độc lập Wristcutters: A Love Story (2006). Wristcutters xoay quanh hai nhân vật yêu nhau trong luyện ngục sau khi tự sát. Bộ phim đã được đề cử cho Giải thưởng lớn của Ban giám khảo Liên hoan phim Sundance, hai giải Independent Spirit Awards và giải Humanitas Prize. Năm đó, cô đóng vai Carley, vợ của Will Ferrell trong bộ phim hài kịch Talladega Nights: The Ballad of Ricky Bobby. Nhớ lại trải nghiệm diễn xuất với Ferrell trong một cuộc phỏng vấn với TV Guide, cô nói rằng anh ấy "thật hài hước. Và anh ấy không hề e ngại về việc tạo ra thứ gì đó vui nhộn hơn cho bạn, ngay cả khi anh phải hi sinh điều gì."

## Các dự án khác
Bibb ủng hộ Friends of El Faro, một tổ chức phi lợi nhuận cấp cơ sở giúp quyên góp tiền cho Casa Hogar Sion, một trại trẻ mồ côi ở Tijuana, Mexico.
Năm 2008, Revlon thông báo rằng thương hiệu Almay của họ đã ký hợp đồng với Bibb làm đại sứ của mình. Cô đóng vai trò người phát ngôn cho các bộ sưu tập mỹ phẩm mới và hiện có của Revlon. Cô đã xuất hiện trong nhiều chiến dịch đa phương tiện toàn cầu.
Trong quý 4 năm 2010, Bibb hợp tác với Tổ chức phi lợi nhuận LIFE với vai trò người phát ngôn quốc gia cho Tháng Nhận thức về Bảo hiểm Nhân thọ.
Bibb tham gia chụp ảnh khỏa thân cho số tháng 5 năm 2012 của tạp chí Allure - cùng với Maria Menounos, Debra Messing, Taraji P. Henson, và Morena Baccarin.

## Đời tư
Bibb kết hôn với chủ ngân hàng đầu tư Rob Born vào ngày 22 tháng 11 năm 2003, tại Zihuatanejo, Mexico. Họ ly hôn vào ngày 7 tháng 12 năm 2004.
Cô hẹn hò với nam diễn viên Sam Rockwell từ năm 2007 khi gặp nhau ở Los Angeles, thời điểm này Rockwell đang quay phim Frost/Nixon. Cả hai từng xuất hiện chung trong các phim Iron Man 2 và Don Verdean.

## Danh sách phim

### Điện ảnh
| Năm  | Tên phim                                    | Vai                 |
| ---- | ------------------------------------------- | ------------------- |
| 1997 | Private Parts                               | WNBC Tour Guide     |
| 1997 | Touch Me                                    | Fawn                |
| 1999 | This Space Between Us                       | Summer              |
| 2000 | The Young Unknowns                          | Cassandra           |
| 2000 | The Skulls                                  | Chloe Whitfield     |
| 2001 | See Spot Run                                | Stephanie           |
| 2006 | Wristcutters: A Love Story                  | Desiree Randolph    |
| 2006 | Talladega Nights: The Ballad of Ricky Bobby | Carley Bobby        |
| 2007 | My Wife Is Retarded                         | Julie               |
| 2007 | Sex and Death 101                           | Dr. Miranda Storm   |
| 2008 | Iron Man                                    | Christine Everhart  |
| 2008 | The Midnight Meat Train                     | Maya Jones          |
| 2008 | Trick 'r Treat                              | Emma                |
| 2009 | Confessions of a Shopaholic                 | Alicia Billington   |
| 2009 | Law Abiding Citizen                         | Sarah Lowell        |
| 2010 | Iron Man 2                                  | Christine Everhart  |
| 2010 | Miss Nobody                                 | Sarah Jane McKinney |
| 2011 | Zookeeper                                   | Stephanie           |
| 2011 | A Good Old Fashioned Orgy                   | Kelly               |
| 2012 | Meeting Evil                                | Joanie              |
| 2013 | Movie 43                                    | Wonder Woman        |
| 2013 | Hell Baby                                   | Vanessa             |
| 2014 | No Good Deed                                | Meg                 |
| 2014 | Flight 7500                                 | Laura Baxter        |
| 2014 | Take Care                                   | Frannie             |
| 2015 | Don Verdean                                 | Joylinda Lazarus    |
| 2017 | To the Bone                                 | Megan               |
| 2017 | Awakening the Zodiac                        | Zoe Branson         |
| 2017 | The Babysitter                              | Mom                 |
| 2018 | Tag                                         | Susan Rollins       |
| 2019 | Running with the Devil                      | Agent in charge     |
| 2020 | The Lost Husband                            | Libby Moran         |
| 2020 | The Babysitter: Killer Queen                | Mom                 |
| TBA  | About My Father                             | Ellie               |

### Truyền hình
| Năm             | Tên phim                             | Vai                                    |
| --------------- | ------------------------------------ | -------------------------------------- |
| 1996            | Pacific Blue                         | Nikki                                  |
| 1996            | Home Improvement                     | Lisa Burton                            |
| 1997            | Just Shoot Me!                       | Nikki                                  |
| 1997            | Fired Up                             | Lana                                   |
| 1997            | The Big Easy                         | Janine Rebbenack                       |
| 1998            | Astoria                              |                                        |
| 1998            | Something So Right                   | Tina                                   |
| 1998            | Early Edition                        | Emily Harrigan                         |
| 1999            | Sons of Thunder                      | Nancy Jones                            |
| 2000            | Grosse Pointe                        | Herself                                |
| 1999–2001       | Popular                              | Brooke McQueen                         |
| 2002–2003       | ER                                   | Erin Harkins                           |
| 2003–2004       | Line of Fire                         | Paige Van Doren                        |
| 2004            | Capital City                         | Paige Armstrong                        |
| 2004            | Nip/Tuck                             | Naomi Gaines                           |
| 2005            | Hitched                              | Emily                                  |
| 2005–2007       | Crossing Jordan                      | Det. Tallulah "Lu" Simmons             |
| 2007            | CSI: Miami                           | Beth Selby/Cayla Selby/Ashley Whitford |
| 2007            | Entourage                            | Laurie                                 |
| 2007            | Atlanta                              | Jessica                                |
| 2009            | Kings                                | Katrina Ghent                          |
| 2009–2010, 2015 | The League                           | Meegan Eckhart                         |
| 2012            | GCB                                  | Amanda Vaughn                          |
| 2014            | The Following                        | Jana Murphy                            |
| 2014            | About a Boy                          | Dakota                                 |
| 2015            | The Odd Couple                       | Casey                                  |
| 2015            | Salem Rogers: Model of the Year 1998 | Salem Rogers                           |
| 2016–2020       | American Housewife                   | Viv                                    |
| 2020            | Home Movie: The Princess Bride       | Princess Buttercup                     |
| 2021            | Jupiter's Legacy                     | Grace Sampson                          |
| 2021            | What If...?                          | Christine Everhart (voice)             |
| 2021            | Love Life                            | Becca Evans                            |
| 2022            | God's Favorite Idiot                 | Satan                                  |